# Horacio Espondaburu
Horacio Espondaburu (Minas, 24 de septiembre de 1855 - Montevideo, 27 de septiembre de 1902) fue un pintor uruguayo.

## Reseña biográfica

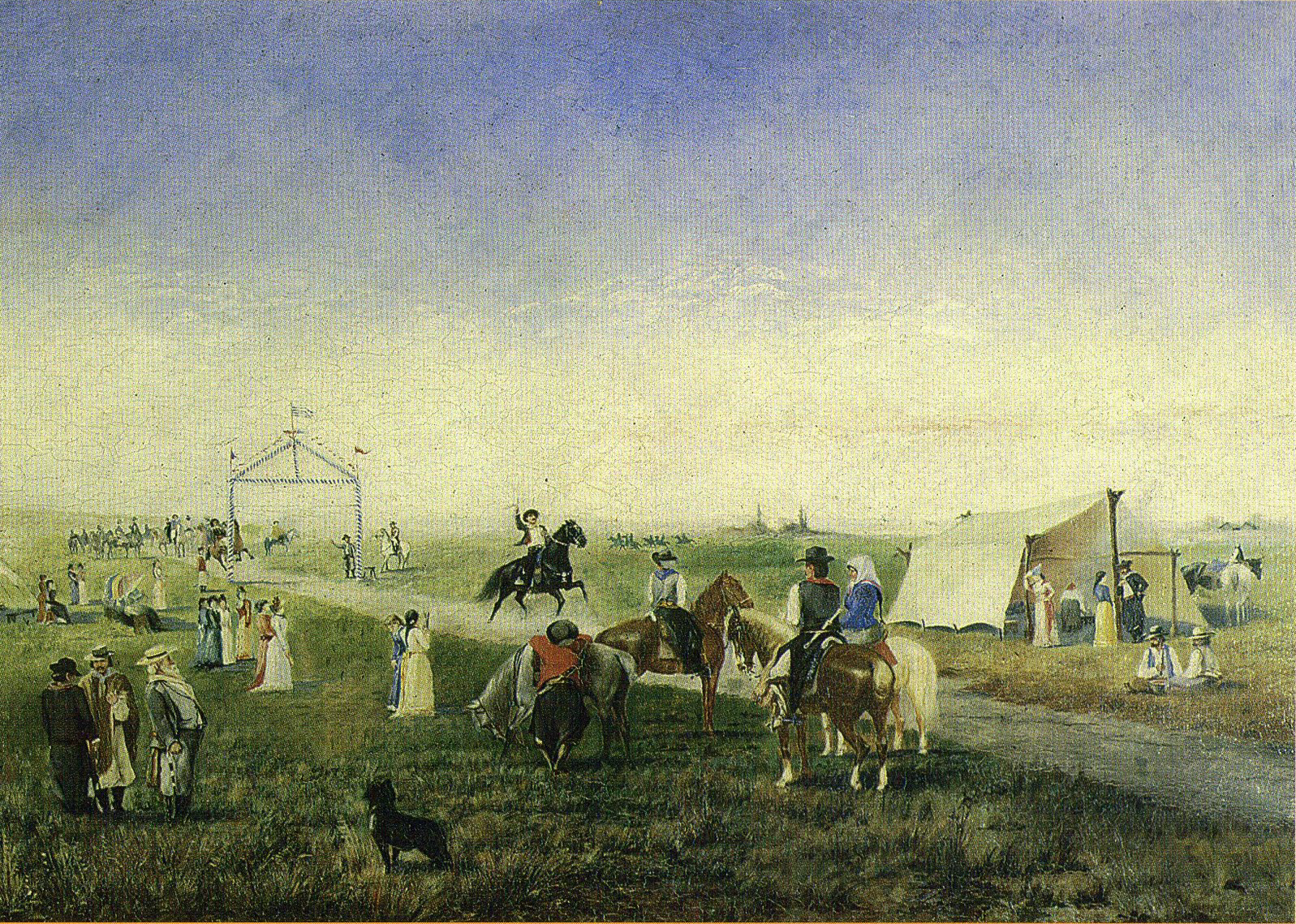
Enmarcada en su faceta costumbrista, Espondaburu pinta una Corrida de sortijas.

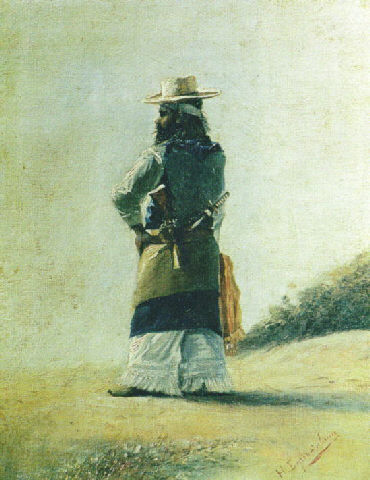
Uno de sus óleos inspirados en el gaucho.

Discípulo de Juan Manuel Blanes, el estado uruguayo le otorga en 1885 una beca por 5 años para continuar sus estudios de pintura en Europa. Allí permaneció principalmente en España, donde ingresó en la Academia de Bellas Artes de Madrid, mientras que también tuvo un breve pasaje por escuelas de París. Además de obras propias, en este período realiza, sobre el original de Murillo del Museo del Prado, una buena copia de "Jesús dormido sobre la Cruz".
A su regreso se radica en Montevideo donde alterna su actividad como pintor con la docencia, dando clases de dibujo en el Internado de Señoritas y enseñando en su estudio particular. Vuelve a Minas en 1898, donde pinta gran cantidad de retratos de vecinos del lugar y cuadros por encargo. Un año más tarde, el 22 de marzo de 1899 nace su hija Áurea, la cual muere tres meses después. Víctima de su forma de vida, agitada y bohemia, ya se ven en el los primeros síntomas de tuberculosis. Regresa a Montevideo, pero su enfermedad progresa rápidamente. Fallece en su casa de la calle Industria 138 en la Villa de la Unión de Montevideo el 27 de setiembre de 1902, poco después de cumplir 47 años.

## Obra
Paisajista y pintor costumbrista, fue junto a Carlos María Herrera, atento y sensible observador de los últimos gauchos, de quienes plasmó distintos aspectos de su vida en varias obras. Dentro de sus cuadros con estas temáticas destacan la acuerela "Capataz de estancia", el óleo "Tropa de ganado atravesando un arroyo", y "El enlazador", que publicara "El Indiscreto" en 1884 entre otras.